# Mellorine
La Mellorine est une forme de crème glacée constituée à partir d'autres matières grasses (végétales ou animales) que la crème issue du lait.

## Fabrication
La mellorine est fabriquée par congélation, tout en remuant un mélange pasteurisé des matières non-grasses dérivées du lait et de la matière grasse animale ou végétale (ou les deux).  Après quoi, elle est adoucie avec un édulcorant d'hydrate de carbone et l'ajout des ingrédients d'assaisonnement.

## Source
- (en) Cet article est partiellement ou en totalité issu de l’article de Wikipédia en anglais intitulé « Mellorine » (voir la liste des auteurs).